# TDR-1 (航空機)
TDR
航空魚雷を装備して飛行するTDR-1
- 用途：アサルトドローン
- 分類：無人航空機
- 製造者：インターステート・エアクラフト
- 運用者：アメリカ合衆国・アメリカ海軍
- 初飛行：1942年
- 生産数：195機
- 運用開始：1944年9月
- 退役：1944年10月

TDR-1とは、第二次世界大戦中にインターステート・エアクラフト・アンド・エンジニアリング・コーポレーションによりアメリカ海軍のため開発された初期の無人航空機である。当時この機材はアサルトドローン、攻撃用無人機と呼称された。航空爆弾または魚雷を搭載する能力を有し、2,000機が発注されたものの、実際には約200機程度が生産されたにとどまった。この型式の機材は、太平洋戦線の日本軍に対して幾度か実戦投入された。しかし、開発上の問題が引き続いたことはこの航空機に影響を及ぼし、また従来の兵器を用いた作戦の成功も伴い、1944年10月には攻撃用無人機の開発を中止する決定に至った。

## 設計および開発
1936年、デルマー・S・ファーニー中将は、無人かつ遠隔操縦可能な航空機は、アメリカ海軍が実戦運用するに足る能力を持つと提案した。当時の技術的限界のために、「攻撃用無人機」計画の優先順位は低いものでしかなかったが、1940年代初期には電波高度計およびテレビが開発されたことで計画はより可能性を増し、続いての試験では有人航空機を改造した機材が使用され、無人機の海上標的に対する運用試験が1942年4月に実施された。同月、TDN-1攻撃用無人機によって試験が続けられたのち、インターステート社の機材は、アメリカ海軍から2機の試作機および設計に改良と簡略化を施した100機の量産機を製造する契約を受けた。この機材の制式名称はTDR-1となった。
TDR-1の操縦は、通常、TBFアベンジャーを使用した操縦機のオペレーターがテレビ画面を監視して実行した。無人機の機上に搭載されたカメラからの映像、また電波高度計の表示もこのテレビに映し出された。動力は220馬力のライカミングO-435を2基搭載しており、またTDR-1は極めて単純な設計を採用した。鋼管製のフレームは自転車製造を本業とするシュウィン社が生産し、これに成型された木製外皮を被せた。これはより優先順位の高い航空機の生産を妨害しないよう、戦略物資をほぼ使用しないことになった。操縦士による操縦をオプションで可能とするための試験飛行が準備され、操縦試験中は空気力学に即したフェアリングが操縦室周辺を覆うのに用いられた。TDR-1は固定式の3車輪式降着装置を装備しており、作戦時、この脚は性能向上のため、離陸に続いて分離投棄された。

## 作戦

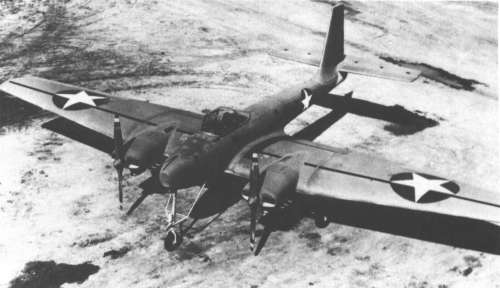
インターステート XBQ-4

コードネーム「オプション作戦」下において、アメリカ海軍は攻撃用無人機の飛行中隊18個以上を創設しようと計画し、162機のTBFアベンジャーを操縦用航空機に充て、1,000機の無人攻撃機が発注された。しかしながら計画には継続的に低い優先順位が与えられたことと、TDR-1開発の技術上の困難さが結びつき、契約は命令により変更を受け、約300機に減らされた。アメリカ陸軍航空軍はXBQ-4としてTDR-1を1機のみ試験したものの、どのような製造契約もこの試験から生じることは無かった。
1944年、特別航空専門部隊（SATFOR）の指揮下にTDR-1が置かれ、この機材は日本軍に対する作戦のために南太平洋へと実戦投入された。TDR-1航空機は単独の連合飛行中隊である特別航空専門グループ1に装備された。また操縦航空機にはTBMアベンジャーが用いられた。最初の作戦投入は9月27日に起こり、日本軍艦艇に対する爆撃任務が実施された。作戦の成功にもかかわらず、TDR-1航空機が189機製造された後、攻撃用無人機計画は既に中止されていた。理由は技術的な問題が続き、本機が期待に応え得ずに失敗したこと、また従来の兵装が日本を打倒するためにはより適していた、ということが充分に証明されたという事実による。10月27日、最後の作戦が行われ、50機の無人機が作戦に投入された。31機が目標に命中して成功し、グループ1から操縦士の損失を出すことはなかった。
戦後、いくつかのTDR-1は、個人用のスポーツ機として用いるために改修された。

## 展示されている機体

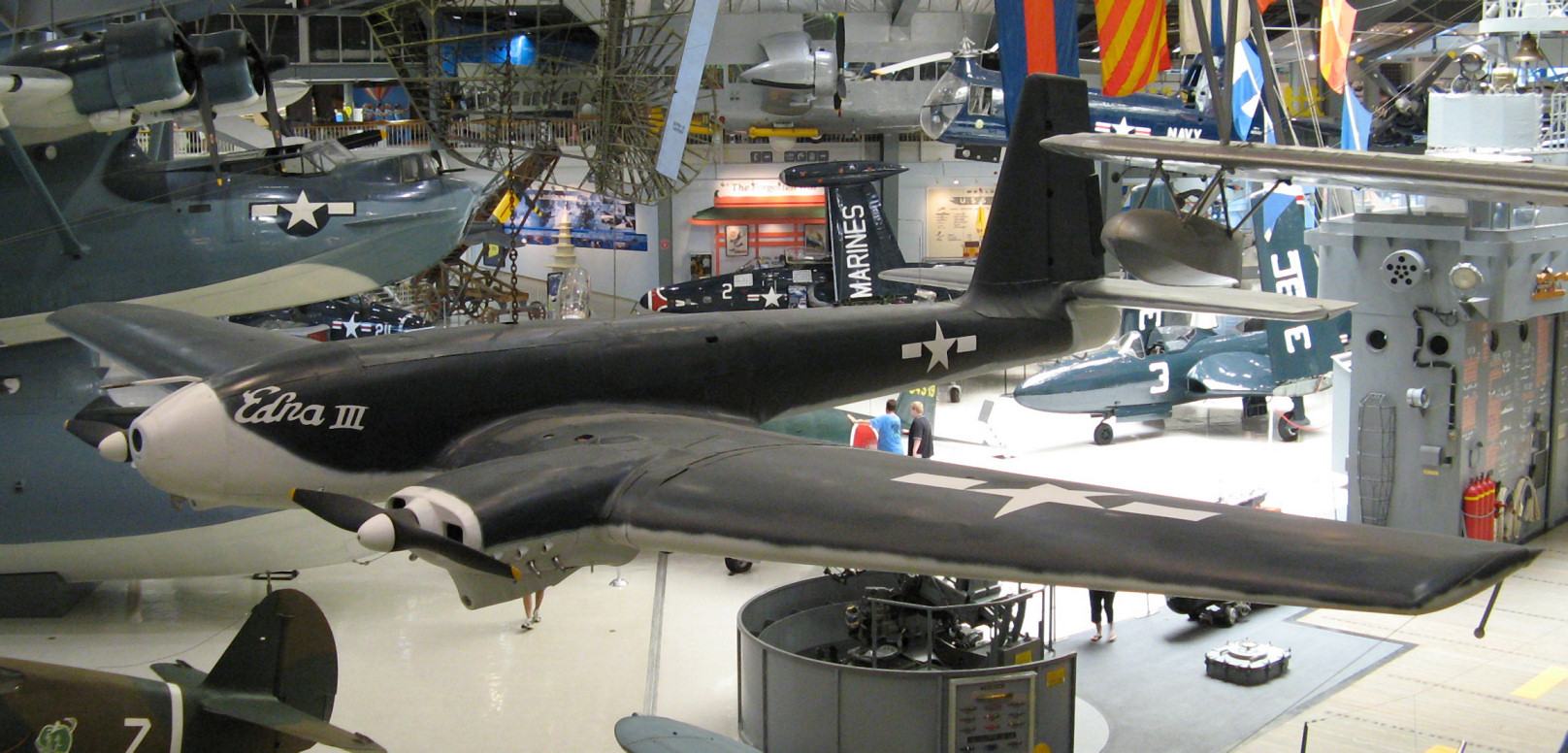
国立海軍航空博物館に展示されるインターステート TDR-1

TDR-1の残存機の一つは、アメリカのフロリダ州ペンサコーラに所在する国立海軍航空博物館に展示されている。

## 派生型と使用部隊
アメリカ海軍
- XTDR-1 - 試作2機[1]。

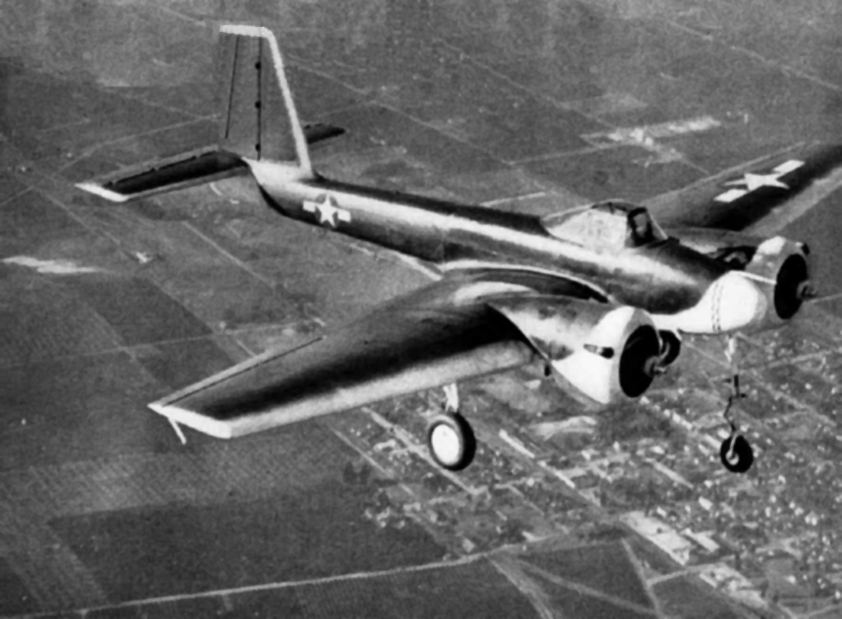
Interstate XTD3R

- TDR-1 - XTDR-1の量産型。189機が生産された[1]。
- XTD2R-1 - エンジンにフランクリンO-805を2基使用した派生型。2機が試作発注されたがTD3Rがより好まれたために中止された[1]。
- XTD3R-1 - ライトR-975星形エンジンを搭載した派生型、3機試作[1]。
- XTD3R-2 - XTD3R-1の試作型。1機製作[1]。
- TD3R-1 - XTD3R-1の量産型。40機が発注されたが取り消された[1]。

 アメリカ陸軍航空軍
- XBQ-4 - TDR-1の陸軍呼称。1機がTDR-1から改修された[1]。
- XBQ-5 - XTD2R-1の陸軍呼称。名称は準備されたものの航空機が作られることは無かった[1]。
- XBQ-6 - XTD3Rの陸軍呼称。生産機なし[1]。
- BQ-6A - TD3R-1の陸軍呼称。生産機なし[1]。

## 主要諸元 (TDR-1)
データは以下の文献による。
- 乗員 0-1名 (操縦士の追加可能)
- 全長 10.97m
- 全幅 15.24m
- 全重 5900ポンド
- エンジン ライカミングO-435 2基
- 出力 220馬力
- 最大速度 225km/h
- 航続距離 685km

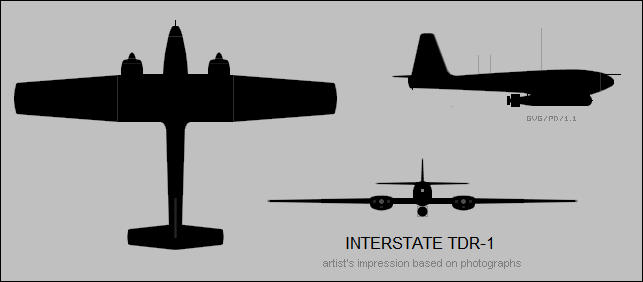
TDR-1の三面図

- 兵装 爆弾1発または航空魚雷1本、907kg